# Rocquigny (Aisne)
Rocquigny – miejscowość i gmina we Francji, w regionie Hauts-de-France, w departamencie Aisne.
Według danych na styczeń 2014 roku gminę zamieszkiwało 398 osób, a gęstość zaludnienia wynosiła 36,2 osób/km².